# Joachim Scholz (Maler)
Joachim Scholz (* 30. Juli 1934 in Schkeuditz; † 16. September 2004 in Leipzig) war ein deutscher Maler und Grafiker.

## Leben und Werk
Nach dem Schulbesuch in Schkeuditz absolvierte Scholz von 1951 bis 1954 in Leipzig eine Lehre als Lithograf. Danach arbeitete er als Tiefdruckretuscheur. Von 1958 bis 1963 studierte er bei Wolfgang Mattheuer und Heinz Wagner an der Hochschule für Grafik und Buchkunst Leipzig. Danach war er in Leipzig freischaffend tätig, von 1959 bis 1960 als Mitglied des Verbands Bildender Künstler der DDR. Scholz ist einer der wichtigen Vertreter der Leipziger Schule.
Er erhielt u. a. Aufträge für Bilder mit sportbezogenen Themen von der Deutschen Hochschule für Körperkultur Leipzig. 1987 wurde er mit dem Kunstpreis des DTSB geehrt.
Er unternahm Studienreisen nach Polen, Ungarn, Bulgarien, in die UdSSR, nach Frankreich, Italien und Jugoslawien. In der DDR hatte er eine bedeutende Zahl von Einzelausstellungen und Ausstellungsbeteiligungen, u. a. von 1972 bis 1988 an der VII. bis X. Kunstausstellung der DDR in Dresden.

## Öffentliche Sammlungen mit Bildern Scholz’
(mutmaßlich unvollständig)
- Beeskow: Kunstarchiv Beeskow[1]
- Dresden: Kunstfonds des Freistaats Sachsen[2]
- Leipzig: Kunsthalle der Sparkasse Leipzig[3]

## Einzelausstellungen
seit der deutschen Wiedervereinigung (mutmaßlich unvollständig)
- 1994: Leipzig, Galerie im Hörsaalbau der Universität (Gemälde, farbige Blätter, Zeichnungen, Radierungen)